# Casa memorială Mór Jókai din Balatonfüred
Casa memorială Mór Jókai (în maghiară Jókai Mór Emlékház) este un muzeu memorial inaugurat în 1954 la Balatonfüred, în fosta vilă a lui Mór Jókai, unde scriitorul maghiar a locuit vara în perioada 1870-1890. Clădirea a fost vândută în 1890, după moartea soției scriitorului.

## Mór Jókai la Balatonfüred
Mór Jókai a călătorit vara timp de 25 de ani la Balatonfüred. El a descris prima sa călătorie în zona lacului Balaton (1857) în seria de articole „A magyar Tempevölgy” publicată în primăvara anului următor în ziarul săptămânal Vasárnapi Ujság. În anii următori a călătorit aici de mai multe ori și a locuit în clădirea din curtea Klotild a spitalului Szívkórházhoz. În 1867, la sfatul cumnatului său, medicul balneolog István Huray, a cumpărat un teren în spatele Bisericii Rotunde din Balatonfüred, pe care a construit o vilă, unde s-a mutat definitiv în 1871 împreună cu soția lui, actrița Róza Laborfalvi (1817-1886).
Clădirea a fost construită în stil eclectic timpuriu, cu un hol spațios, șase camere, bucătărie și pivniță și oferea o panoramă frumoasă a lacului Balaton. În grădina din față au fost cultivate soiuri rare de trandafiri, iar în spatele clădirii se afla o livadă pe care o îngrijea Jókai. Scriitorul părăsea vara destul de rar orașul Füred, dar toamna se muta iarăși la Pesta. El a prezentat viața cotidiană a stațiunii balneare în mai multe articole publicate în revista Az Üstökös, inclusiv în romanul Asszonyt kísér, Istent kísért. În 1876 a început să publice seria de articole „Balatonfüredi levelek” în ziarul Életképek.
Mediul a avut o influență benefică asupra sănătății sale și el a reușit să-și revină de pe urma bronșitei severe de care suferea de mai multă vreme. Aici a scris unul dintre cele mai populare romane ale sale, Omul de aur (1872), pe care el însuși l-a numit „romanul favorit”. După moartea Rózei Laborfalvi în noiembrie 1886, vila din Füred a devenit prea goală pentru el, iar Jókai a vândut-o în 1890.

## Casa memorială Mór Jókai
În 1954, cu prilejul comemorării a 50 de ani de la moartea scriitorului, a fost deschis un muzeu memorial în această clădire. În anul 2010 clădirea a fost restaurată potrivit planului original.

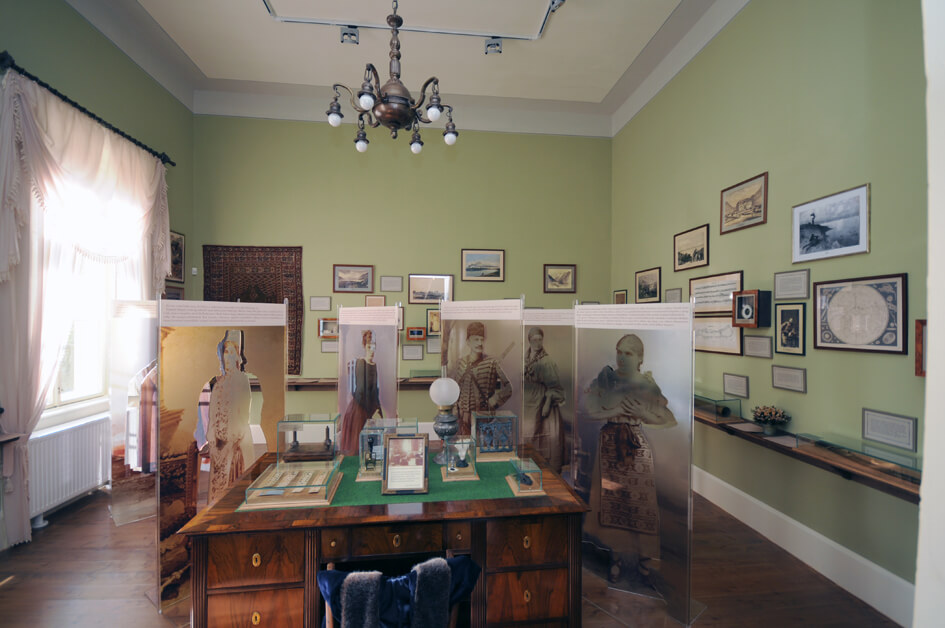
Camera de zi a lui Mór Jókai
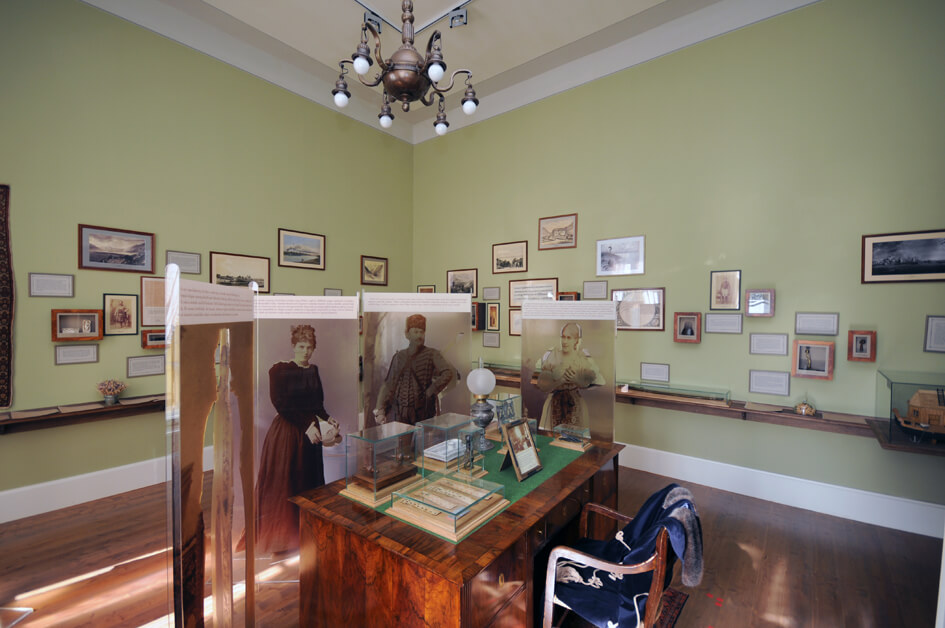
Camera de zi a lui Mór Jókai
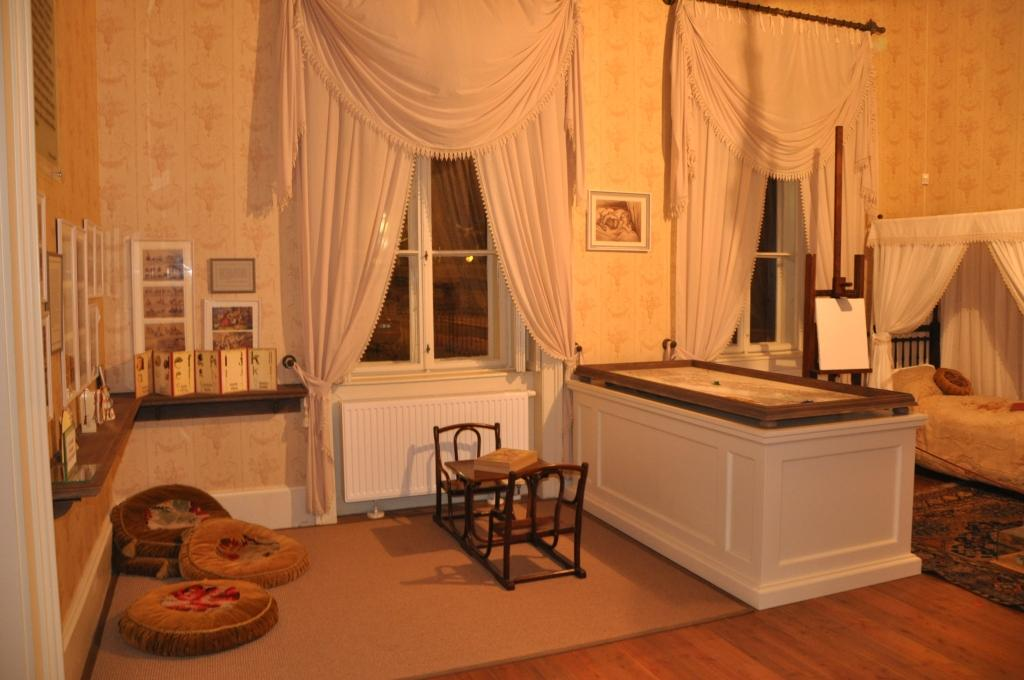
Camera micii Róza Jókai (1861-1936), nepoata lui Jókai
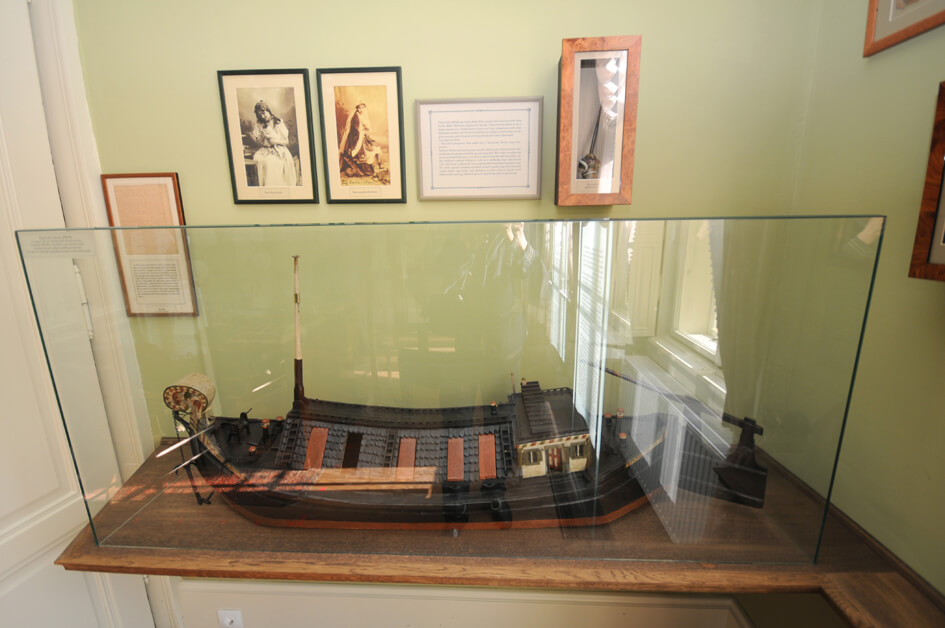
Macheta navei „Sfânta Barbara”
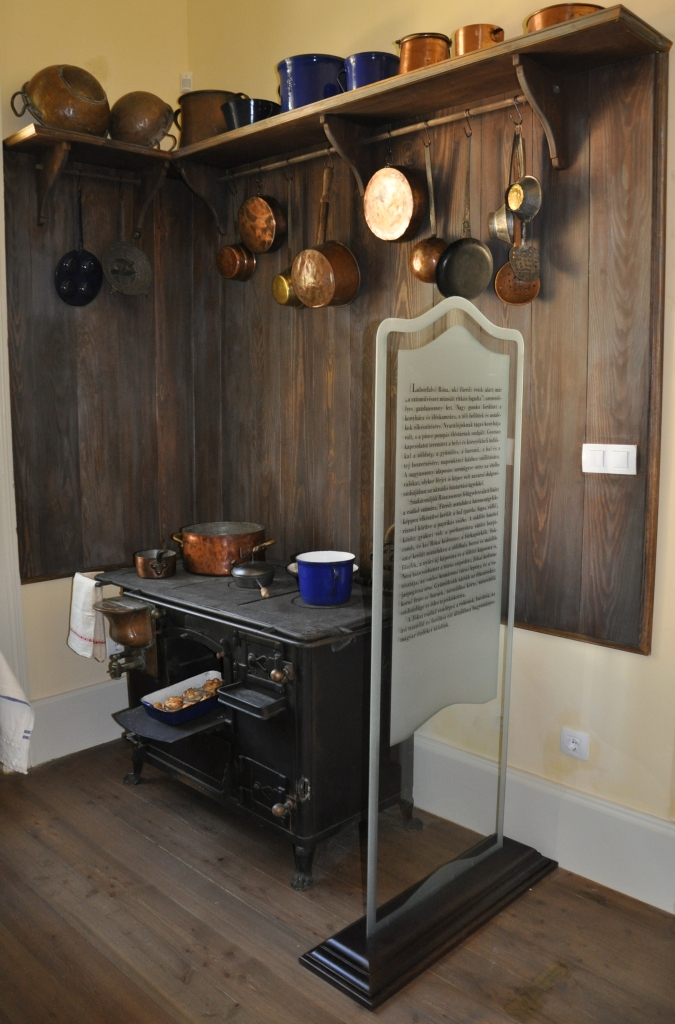
Bucătăria clădirii